# ドボク
ドボクとは、「土木構造物のみならず土木の特徴の一つである機能性重視という性格を持つ建築物（工場や団地など）まで含めた領域を愛でる鑑賞法を示すために無理やり定義された“表現法”」。2008年に生み出された概念で、土木構造物のみならず産業施設や建築物も含めた社会基盤として捉えられる対象物全般に、愛情を込めて名付けられたとしている。この「ドボク」について調査を行い、写真を撮影し、情報を発信するなど一連の行動を「ドボクエンターテイメント」としている。

## 解説

### ドボクと愛好者側
カタカナ表記は、著書『ドボクサミット』によると、土木構造物と、生産のための機能だけがむき出しである点に着目した解釈で“土木的な建築物”などを、無味乾燥的に愛眼する様をひっくるめて言う適当な言葉がないため、仮として「ドボク」と呼んでみよう、という思いつきからスタートしているとしている。著書『ドボクサミット』では他に「インフラ系構造物」なる用語も登場している。“土木的な建築物”などは工場建物や、団地など同じ集合住宅でもマンションのように商品として売るためのデザイニングを施さない、住むため使うための機能がそのまま形になっている建築物を差し、これを「インフラ性の観点」から「土木的に見える」としている。
この他、ドボクの表記は土木という漢語のカタカナによる書き換えであるとし、一般に漢語をカタカナに書き換えて使うとき人が期待することのたとえで携帯電話をよく「ケータイ」と表記されることを取り上げ、これは機能を即物的にあらわした漢語表現が指示対象の実態を背負いきれなくなったために起きた変化とし、カタカナ化によって「聴覚的には以前の指示対象を継承しつつ、視覚的には別の概念として見せる。それによって新たな指示内容を作り出し、変化を受け止めることが可能となる。」という日本人の感覚に対する限定的作用において、カタカナはユルさを許してくれるからだとしている。さらに携帯電話は、「携帯」との漢字表記が概念としての携帯電話を示すが、ケータイとすれば「メールやネット利用、音楽プレーヤーやワンセグまで含んだガジェット」、あるいは「そのサービスのこと」を表すという例を挙げ、これは「表記によってリアリティや愛着の度合いまで」もが変化したとし、土木からドボクの表記もこれに類似して、「土木という語が指示する領域の実態に即応するために、携帯をケータイにしたような変化の力が働いて」、土木をドボクにしたとしている。そしてこのことは土木の領域拡張と「それを鑑賞するというような立場の出現」で「リアリティや愛着というレベルでの変化」を飲み込んでいるとしている。
ドボクを使用する面々は、土木構造物、土木施設とされる工作物を従来の土木景観で示されていた科学的・学術的手法とは違い、形而下的なカタチを鑑賞することから開始している。そして、通常プロとして訓練がなされたデザイナーの造形美よりもむしろ、圧倒的なスケール感と機能が前面に出ていて、そこに魅力を感じている。
この潮流は、インターネットでの発信から始まり、マニアのコミュニティにおさまらない広がりがうかがえ、そして一連のブームとしてもみられているがこうしたムーブメントが認知されるようになった経緯はウェブ上に、趣味人としてダム、工場、団地、自動車専用道のジャンクション、水門、鉄塔それぞれを開設していたサイトで情報発信がなされたことに起因。ダムに関してはインターネット以前のパソコン通信時代から掲示板等で情報交換がなされていたとされる。その後前述のウェブサイトの主催者らが2007年頃からこれらを主題とした写真集を相次いで発刊。八馬智：ドボク趣味の形成と位置づけ（『土木技術』 68(1) 2013）では、1994 写真集『TERRA』（柴田敏雄，中村良夫、都市出版）から2012年の写真集『ダム２』（萩原雅紀、メディアファクトリー）まで、一覧で網羅されている。八馬はさらに自著『ヨーロッパのドボクを見に行こう』(2015)においてダム、団地、工場、ジャンクション、鉄塔、水門など「ドボク」は、あまり一般的な鑑賞対象ではない被写体で、こうした被写体を取り上げた写真集がとくに2007年頃に同時多発的に出版されたとしている。そしてその著者らを「こっち系マニア界の重鎮たち」と称し、ドボクはその著者たち自らが、この同調現象を解き明かそうとした際に用いられたとしている。
2008年、これらサイトの主催者が一堂に会するシンポジウム「ドボクサミット」が開催される。さらに翌年の2009年にそのサミットまとめた書籍『ドボクサミット』が出版される。主催者らはこうした鑑賞眼はあくまで趣味と指向でのこととしているが、本業はカメラマン、フリーライターなどメディアに近いところにいる人たちであり、ウェブだけでなく他媒体への寄稿や自身のテレビ出演などで、広く「発信」をするようになる。
2009年に土木学会誌でテクノスケープについて組まれた特集「産業景観 テクノスケープの可能性」では具体的にこうした動きには触れてはいないが、写真集やインターネットでの発信に言及、景観学の中村良夫は「今まで環境の美というものは作り手が美の基準を握っていて権力をもっていたわけです。テクノスケープでは鑑賞する側に美の主権が移りました」と解釈している。
このことについて主催者らは純粋にそのカタチや存在に惹かれている、そして鑑賞者という立場を強調のために「構造物に有用性とは別の可能性を見出す鑑賞者は、独立した立場としての戦略＝ストラテジーを持たなければ、社会的な有用性の力学に引きずり込まれてしまう恐れがある」としている。「意匠を飾ってできた形なのか、機能重視でできた形なのか」についても「その違いはそんなにない」として造形美、審美だけでなく機能美という点での鑑賞眼をもたない。景観などで人々が抱くアイデンティティの支柱といった様々なレベルで生じる意味を評価者自身が排除しているのである。
2009年にはさらに日本建築学会の学会誌である「建築雑誌」で、「特集 新景観」としてドボクエンターテイメントが特集された。そこで特集担当の一人である石川初は「新景観」という名でドボクエンターテイメントを主として紹介。「鑑賞の形式、作法が確立していない」「意図された造形、意匠に関心が低い」ことを特徴として指摘し、これら人工物を呈した都市景観を「一種の『自然景観』として都市を眺める傾向」や「インターネットを介した情報交換と同好コミュニティの形成をその活動の契機としており、景観という社会的な事象が、地域や地縁共同体とは異なる基盤で共有されはじめていること」を「興味深い」とし、従来の景観・風景との違いを「少数派の新規な趣味にとどまらない、きわめて現代的な、人間と都市との関係をめぐる問題を喚起している」としている。
「ドボクエンターテイメント」は個々に活動していた人々が、「ドボクサミット」としてシンポジウムに集結の際「ドボクエンターテイメント」として括られたものであるが、それぞれは専門ともいえる分野がある。実際のサミットでプレゼンテーションがあったのはダム、団地、ジャンクション、鉄塔、水門のジャンルである。このうち工場は写真集などで「工場萌え」の言葉をつかい、夜景を中心に関心が広まっていたほか、著書『ドボクサミット』では、ガソリンスタンド、壁などの愛好家が紹介されている。
ドボクエンターテイメントでは、テクノスケープを純粋にカタチとして鑑賞し、そのカタチとしての価値を様々な手段で広めようとしているとみられ、佐藤は、ドボクサミットの中でテクノスケープとの違いにふれており、「テクノスケープは対象を単独でなく周囲の環境との関係性を含めて総合的に感知して、安定化し、新しい景観の在り方として意味づけ受容しようとする。それに対し、ドボクエンターテイメントは、安定化をめざさず、対象を周囲から分離」しているとしている。

### 土木界当事者側
鎌田,米山 『大漢語林』(大修館書店、平成14年)によると土木は、中国春秋時代に著された「国語」に「土砂や木材などを使って行う工事」の意で使われているという。それが明治の日本でなぜ土木になったかの一説として、土木学会編「土木工学ハンドブック」では中国古代の陰陽五行説による、万物は木火土金水を母体とする、土はその5つの中心に位置し、また木は季節の春を表す、人と自然の中心を占める、新たな先端技術の意味を込めて土と木の字が採用されたとしているが、定かではない。その後、土木学会では、一般社会としてのつながりの特集でドボクエンターテイメントの主催者にインタビューする形で記事が掲載、また、土木技術専門誌でも多少特集が組まれた。出典を参照。そして、出典のなかで一部みられるように、連載のドボク模型やドボク塾など、別にドボクエンターテイメントについて取り扱っているでも参考にしているわけではないのであるが、あくまでこうした動きから、あえてタイトル表記をカタカナにすることが起き始めた。
カタカナの「ドボク」で表記する手法は以前から、例えば土木学会で「一般の方々や小中高生向けに、ドボクの魅力をわかりやすく伝えるコンテンツを揃えていきます」としてウェブサイトページの名称を「ドボクの教室」というように、土木を一般に紹介する際に親しみやすさをこめてカタカナで表記されたことが始まりとされ、2006年に大林組が一般向け展示を行った際「ドボクエッションプロジェクト」と表記していたし、上記のドボク模型の連載は、一般への周知向け対応講座として模型を題材にしている。
著書『ドボクサミット』でも書き換えはドボク・サミットがはじめての例ではなくプロジェクト 「TOKYO DOBOKU SOCIETY」をはじめとして、土木の業界内にもすでに見られる現象として「ドボクの教室」とサイトのコメント「一般の方々や小中高生向けに、ドボクの魅力をわかりやすく伝えるコンテンツを揃えていきます。」を取り上げ、土木という字面から連想される旧態依然たるイメージを払拭し、新しい目で土木構造物や土木の行為を見直してほしい、というような意図がすでに存在し、「その意味圏の中では、しばしば土木はドボクと書かれている」ことを紹介している。
こうした、「土木施設やその役割にもっと興味を持ってもらいたい」や「土木の社会的評価が低い」「公共事業の意義が理解されない」「業界を挙げたPRが必要だ」といった専門誌『日経コンストラクション』の投書欄への読者からの投稿意見が毎号といっていいほど寄せられ、「社会からもっと認められていいはず」という声が挙げられているという、この業界や学会特有の実態はたびたび露出させ、ある種の対策を練られてきた。現実空間の映像に様々な情報を重ねて描くAR（Augmented Reality、拡張現実）にドボクもGO！、「土木建築系綜合カルチャーマガジン」とうたい、建設産業に従事する職人の魅力を発信するユニークなフリーマガジン「BLUE'S（ブルーズ）MAGAZINE（マガジン）」や「広がる見せ方の可能性 「土木の広報」を考えるうえで、最も大切なのは、できるだけ多くの人に興味を抱いてもらうための見せ方にある」としてユニークな展示企画で話題を集めた展覧会「土木展」を開催などである。そして「気象の勉強を通じて強く感じたのは、日本の自然の過酷さです。それは言うまでもなく、国土がある位置や地形に起因する。ユーラシア大陸の東に近接する島国であり、中央に急峻な山岳地帯が走り、雨が多く、といった条件ですね。」（石原良純）という、「過酷自然」への予防と対処をおこなう土木、といったある種旧態依然たる評価イメージから、「地域の建設産業で担い手として活躍する機会は実態的にまだそれほど多くはない」が、「土木系教育を行う高校で女子生徒の比率が増える傾向が、全国的に散見されるように」なるまでにはなっている。
千葉工業大学で景観デザインや産業観光を専門とする「こっち系マニア界の重鎮」でもある八馬智は、土木表現の代表格である「インフラ」について「本来、地域の魅力を高めるためのもの」であるが、「インフラの造り手と利用者である市民との間にギャップがある」と分析する。
従来から学会も業界も藤田(1993)の研究などで指摘される「一般の人々の「土木」という言葉から受ける印象はあまり良いものではないらしい。これは「どぼく」という濁音が続く発音からくる感じと、「土」という文字から連想する汚い、暗い、感覚が強いからと思われるが、いずれにしても、不当に悪い評価を受けている。このことについて、土木を専門とする人の中にも、これらの意見に同調する者も多く、なお一層「土木」の印象を悪いものにしている。」と認識しており、小林(2010)でも「学生の頃「土木（ドボク）」という言葉に，文系の友人より「3 文字中 2 つも濁音というのが耳障り、聞き取りにくい、印象が悪い。」と指摘され気分を害して」いたというのがうかがえる。このため、幾たび「改名論」が、藤田によると「これまでにも数回起こって」おり、「その歴史は古く、土木学会が会誌を創刊した大正四年四月、第一巻・第二号に早くも「土木」に代わる言葉についての論評が出され」ているという。実際の分野名の改名気運は、研究当事者である藤田も「すばらしい語源を受け継いでいる「土木」という言葉を、われわれは後世に伝える責任があろう。」としていることから、慎重な態度がうかがえる。
1997年11月7日の朝日新聞「天声人語」でも、<土木の呼称はごろからしても滑らかさを欠く><中国でもこの語は醜悪の形容詞に使われることが多い><古書によればうわべばかりで才能のない人を土牛木馬>といった現代語訳にしながらこんな論でこの用語には最初から異論が出たことが、1915年に創刊された「土木学会誌』の第一巻に早くも紹介されているとしている。さらに同文では、土木ということばはよくよく薄幸な運命とし、この語から連想するものとして無駄遣い、談合、汚職、利権、環境破壊などをあげ、公共事業の不手際が負うべき罪を一身に引き受けている感もあるとしている。そして土木に当たる英語は意外やということで 「<CIVIL ENGINEERING>直訳すれば民生工学。軍事にばかり注がれた巨大技術を民生にも向けるようになった、近代西欧の産物」と知ったという。
実際大学の土木工学科の名称変更・改名は、「土木」に代わる表記願望が如実に表れている（社会基盤工学等）とし、土木業界の現状をコピーライターという立場から捉えて考察した『共感形成の視点に立った 「土木」 の論考』（人見訓嘉・葉健人・猪井博登・土井健司 - Policy and Practice Studies, Volume 4, Number 2, 2018）という、土木業界が歴史的もしくは民俗学的に否定的なイメージがあることが既往研究で明らかにされていることが指摘され、その原因に土木という言葉に求める動向から土木という言葉に着目をした研究がなされているほどである。